# François Fejtő
Dans le nom hongrois Fejtő Ferenc, le nom de famille précède le prénom, mais cet article utilise l’ordre habituel en français Ferenc Fejtő, où le prénom précède le nom.
François Fejtő, né Ferenc Fischel, né le 31 août 1909 à Nagykanizsa (Autriche-Hongrie) et mort le 2 juin 2008 à Paris 4e,, est un journaliste et historien français d'origine hongroise, spécialiste de l'Europe de l'Est et de l'histoire du communisme.

## Biographie

### Origines familiales et formation
Sa ville de naissance, Nagykanizsa, se trouve alors intégrée aux Pays de la Couronne de saint Étienne.
Il est le fils d’un libraire et imprimeur de province d'orientation politique libérale : il dédiera un de ses livres « A la mémoire de mon père, qui fut libéral, franc-maçon et loyal citoyen de la monarchie austro-hongroise ». Son père est de confession juive, mais il est élevé par une mère adoptive chrétienne. Il est donc influencé à la fois par le judaïsme et par le christianisme.
Après la dislocation de l'empire austro-hongrois en 1918, sa famille se retrouve dispersée dans plusieurs pays : il a des parents à Zagreb (Yougoslavie), à Trieste (Italie), à Prague (Tchécoslovaquie). Lui-même se considère comme hongrois, sans renier l'identité juive de ses ancêtres ni le christianisme catholique auquel il se convertira, tout en se réclamant de l’héritage culturel d’une Europe centrale multinationale et multiconfessionnelle.
Il fait des études littéraires à l'université de Pécs, puis à l'université de Budapest, où il côtoie des Slaves, des Allemands, des Italiens. Il se lance dans l'action politique : en 1932, il est condamné à un an de prison pour avoir organisé un cercle universitaire d'études marxistes ; puis il adhère en 1934 au Parti social-démocrate de Hongrie et devient un contributeur actif au quotidien Népszava et à la revue du parti Szocializmus.
Il a eu deux enfants : Charles, né de son union avec Rose Hilmayer-Fejtő, et Andrea. Son petit-fils est le comédien-illustrateur, Raphaël Fejtö[réf. nécessaire]. Ses autres petits enfants sont Kalyane et Sorey Fejtő. 

### Carrière
Un an plus tard, en 1935, il fonde avec le poète Attila József et l'écrivain Pál Ignotus, une revue littéraire antifasciste et antistalinienne Szép Szó. Il y publie des textes de Jean-Paul Sartre, Emmanuel Mounier, Jacques Maritain. Son engagement politique et ses publications le font mal voir du pouvoir en place en Hongrie, le régime fascisant de Horthy : il est condamné à six mois de prison pour un article dénonçant la politique pro-allemande du gouvernement. Pour éviter la prison, il choisit en 1938 de s'exiler en France.
Pendant la Seconde Guerre mondiale il participe à la Résistance.
En 1945, François Fejtő dirige le bureau de presse de l'ambassade de Hongrie à Paris, il en démissionne à la suite de la condamnation en 1949 de László Rajk, un ami de jeunesse. Il rompt alors tout lien avec la Hongrie. Ce n'est qu'en 1989 qu'il retournera dans son pays natal à l'occasion des obsèques nationales d'Imre Nagy, un des héros malheureux de l'insurrection de 1956.
Dans l'après-guerre, il fréquente le « Congrès des intellectuels pour la liberté », aux côtés de Raymond Aron, François Bondy (en), David Rousset. Il est aussi proche d'Albert Camus et d'André Malraux.
En 1949 la France lui accorde le statut de réfugié politique et il entre à l'Agence France-Presse, où il travaille jusqu'en 1979 comme commentateur des événements des pays de l'Est.
La publication en 1952 de L'Histoire des démocraties populaires, un livre traduit dans dix-sept langues et plusieurs fois réédité, lui vaut les attaques violentes des émigrés de droite mais aussi des attaques (moins violentes) de la part d'intellectuels proches du PCF. Son livre est généralement loué par les analystes indépendants comme Jean Boulouis ou Bernard Carantino.
En 1955, il obtient la nationalité française par naturalisation.
De 1972 à 1984, il enseigne  à l'Institut d'études politiques de Paris. En 1973, un jury présidé par Raymond Aron lui accorde le titre de docteur ès lettres pour l'ensemble de son œuvre.
À partir de 1978, il participe au Comité des intellectuels pour l'Europe des libertés.

## Activités intellectuelles et éditoriales
François Fejtő a consacré l'essentiel de sa carrière journalistique à l'étude des régimes est-européens, dont il a observé en tant que témoin la naissance, les progrès, le déclin et la chute.
Il a aussi collaboré à de nombreux journaux et revues français et étrangers, dont Esprit, Arguments, Contrepoint, Commentaire, Le Monde, Le Figaro, La Croix, Il Giornale, La Vanguardia, Magyar Hírlap.
François Fejtő est un grand intellectuel européen du XXe siècle : il est proche de Paul Nizan, d'Emmanuel Mounier et d'Albert Camus, interlocuteur critique d'André Malraux et de Jean-Paul Sartre, il a côtoyé les grandes figures du Komintern et du mouvement communiste, dialogué avec les maîtres du Kremlin, avec Tito, Fidel Castro et Willy Brandt, admiré et critiqué le général de Gaulle et François Mitterrand. Il est l'ami d'Edgar Morin.
Il tente, dès les années 1950, d'arracher les intellectuels français à leur « sommeil dogmatique » en dénonçant les crimes du stalinisme au moment des grands procès de Moscou : « À vrai dire, je n'ai jamais compris pourquoi tant d'écrivains français s'obstinent à prendre des positions politiques, sans chercher à s'informer préalablement des faits. »
Le château de Fehérvárcsurgó, près de Székesfehérvár, abrite ses archives (livres, articles, coupures de presses, documents personnels) en plusieurs langues. Depuis dix ans, des étudiants, principalement français, viennent tous les étés en classer une partie.

## Publications (liste partielle)

### Ouvrages
- Heinrich Heine. Biographie, Éd. Maréchal, 1946; réédition Olivier Orban, 1981
- Introduction, conclusion et 1848 en Hongrie, dans: 1848 dans le monde. Le printemps des peuples, Éd. de Minuit, 1948
- Histoire des démocraties populaires, Éditions du Seuil, 1952
- Un Habsbourg révolutionnaire, Joseph II. Portrait d'un despote éclairé, Plon, 1954
- La Tragédie hongroise, Éd. Horay, 1956
- Un communiste qui a choisi le peuple. Portrait d'Imre Nagy, introduction à: Imre Nagy: Un communisme qui n'oublie pas l'homme, Plon, 1957
- (en italien) Ungheria 1945-1957, Einaudi, 1957
- (en anglais) Behind the Rape of Hungary, MacKay, 1957
- Les Juifs et l'Antisémitisme dans les pays communistes, Plon, 1960
- (en anglais) Hungarian Communism, dans: European Communism, Cambridge University Press, 1964
- (en italien) Revisionisti contro Dogmatici, Communità, 1965
- (en anglais) The French Communist Party and the Crisis of International Communism, Cambridge University Press, 1967
- Histoire des démocraties populaires après Staline, Éditions du Seuil, 1969
- La Tragédie hongroise, 1958, Pierre Horay, 1998
- Dieu et son Juif. Essai hérétique, Grasset, 1960; réédition Pierre Horay, 1997
- Chine-URSS. Tome I. La fin d'une hégémonie. Les origines du grand schisme communiste. 1950-1957, Plon, 1964
- Chine-URSS. Tome II. Le conflit. Le développement du grand schisme communiste. 1958-1965, Plon, 1966
- Budapest 1956, Julliard, 1966
- Histoire des démocraties populaires. 1. L'ère de Staline,  Éd. du Seuil, 1969
- Histoire des démocraties populaires. 2. Après Staline,  Éd. du Seuil, 1969
- Dictionnaire des partis communistes et des mouvements révolutionnaires, Casterman, 1971
- Chine-USSR. De l'alliance au conflit. 1950-1972, Éd. du Seuil, 1973
- Le Coup de Prague, 1948, Éd. du Seuil, 1976
- La social-démocratie quand  même ; un demi-siècle d'expériences réformistes, Robert Laffont, 1980
- Mémoires, Calman-Levy, 1986
- Requiem pour un empire défunt. Histoire de la destruction de l'Autriche-Hongrie, Lieu Commun, 1988; réédité par Le Seuil en 1993 et Perrin en 2014 Un tableau géopolitique et nostalgique de l'Autriche-Hongrie de sa jeunesse (14e Prix Fondation Pierre-Lafue 1990)
- 1956, Budapest, l'insurrection, Complexe, « Historiques », 1984; rééd. en 2005 et 2006
- Où va le temps qui passe ?, Balland, 1991
- La fin des démocraties populaires, Le Seuil, 1992-1997
- Joseph II. Biographie, Quai Voltaire, 1994; réédité par Perrin en 2016
- Le passager du siècle, Hachette Littérature, 1999
- Le printemps tchécoslovaque 1968, Complexe, 1999
- Hongrois et Juifs, Balland, 2000
- Voyage sentimental, Des Syrtes, 2001
- Dieu, l'homme et son diable : Méditation sur le mal et le cours de l'Histoire, Éditions Buchet Chastel, 2005.

### Articles de revues
- « L'ère des bureaucrates », dans L'Histoire no 4, septembre 1978, p. 80-82.